# Alexandru Odobescu (okręg Buzău)
Alexandru Odobescu – wieś w Rumunii, w okręgu Buzău, w gminie Buda. W 2011 roku liczyła 552 mieszkańców. Została nazwana tak na cześć Alexandru Odobescu, rumuńskiego archeologa, pisarza i polityka.